# Ojitos de Santa Lucía
Ojitos de Santa Lucía  es una localidad ubicada en la región noroeste de Zacatecas, México. Se encuentra en el municipio de Juan Aldama.

## Historia
Fue construida por los indígenas nativos Zacatecos para impedirle a la gente Tlaxcala y Española, que migraron del sur y fundaron a Juan Aldama, seguir expandiéndose aún más en el territorio Zacateco, Chichimeca.

### Origen del Nombre
"Ojitos de Santa Lucia" es el nombre que le dieron a este pueblo en honor a la patrona Santa Lucía. Se cree que el pueblo fue primero llamado Santa Lucía y que "ojitos" fue agregado después por los ojos de agua que se encuentran esparcidos por el pueblo.

## Geografía
Ojitos De Santa Lucía se encuentra en el municipio de Juan Aldama en el estado de Zacatecas. Es el segundo pueblo más grande en este municipio después de la cabecera municipal. Se limita con los pueblos de Jalpa, Juan Aldama, y Las Norias en el estado de Zacatecas y Reyes en el estado de Durango. El pueblo mismo es rodeado por tres cerros: El Cerro Caído, El Cerro Gordo, y El Cerro de la Peña.

### Clima
El clima es templado semiseco en el verano y frío en el invierno, con heladas frecuentes y extremosas. La temperatura promedia es de 20 °C. La precipitación pluvial es irregular y escasa de 400 a 450 mililitros como promedio anual.

### Flora y Fauna

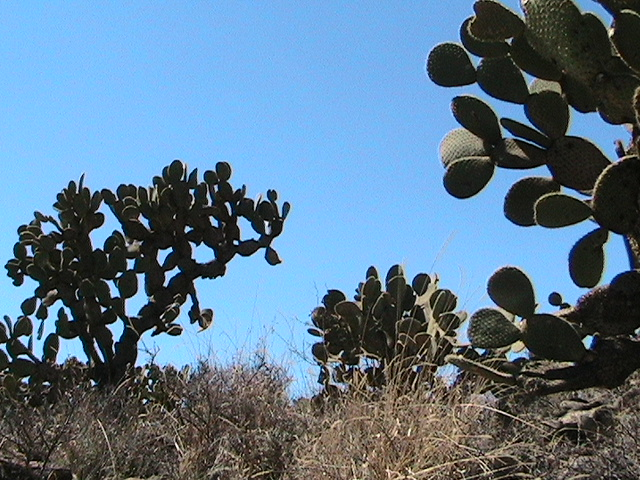
Nopal.

En las afueras del pueblo se pueden encontrar nopal, maguey, mezquite y diferentes clases de zacate.

## Economía
La actividad preponderante es la agricultura y la industria ganadera, seguida por el comercio.